# Cidmar Teodoro Pais
Cidmar Teodoro Pais (14 de dezembro de 1940 - janeiro de 2009) foi um linguista e semioticista brasileiro. Era professor livre-docente da Universidade de São Paulo, sendo doutor pela Universidade de Montpellier e Doutor de Estado pela Universidade Paris-Sorbonne. Em 1998, foi condecorado pelo Ministério da Educação de Cuba e pela Universidade de Havana por serviços prestados à educação, à ciência e à cultura. Foi um dos principais introdutores da semiótica francesa no Brasil, particularmente da vertente sociossemiótica. Em 1969, tornou-se o primeiro Secretário do Grupo de Estudos Linguísticos do Estado de São Paulo.
Foi um dos fundadores do Departamento de Linguística da Faculdade de Filosofia, Letras e Ciências Humanas da USP, notabilizando-se também pelo grande número de orientandos supervisionados ao longo de sua carreira, entre eles linguistas e semioticistas influentes, como Diana Luz Pessoa de Barros, Beth Brait, Eni Orlandi, Eduardo Junqueira Guimarães, Luiz Tatit, Maria Aparecida Barbosa e Anna Maria Marques Cintra.